# Massane
Die Massane (katalanisch Maçana) ist ein rund 22 Kilometer langer Küstenfluss im Süden Frankreichs, der im Département Pyrénées-Orientales in der Region Okzitanien verläuft.

## Verlauf
Die Massane entspringt nahe der spanischen Grenze, an der Nordseite des Albères-Massifs, dem östlichsten Ausläufer der Pyrenäen. Sie fließt durch die Gemeinden Argelès-sur-Mer und Sorède und mündet südlich von Argelès-Plage ins Mittelmeer. In ihrem Mündungsgebiet befindet sich der Jachthafen Port Argelès.

## Orte am Fluss
- La Vall, Gemeinde Sorède
- Argelès-sur-Mer

## Hydrologie
Im Sommer fällt der Fluss oft trocken, im Herbst und Winter sind nach starken Regenfällen aber auch Überschwemmungen möglich, wie z. B. im November 1999, als das gesamte Mündungsgebiet von Schlamm- und Geröllmassen blockiert war.

## Sehenswürdigkeiten
- Sehenswert ist der am Oberlauf gelegene Tour de la Massane (42° 29′ 53″ N, 3° 1′ 33″ O), ein mittelalterlicher Wachturm aus dem 13. Jahrhundert, als das Gebiet der Grafschaft Rosselló Teil des Königreichs Mallorca war.
- Im Oberlauf des Flusses wurde im Jahr 1973 das 336 ha große Naturschutzgebiet der Réserve naturelle nationale de la forêt de la Massane ausgewiesen. Es umfasst einen der ältesten ursprünglichen Waldbestände ganz Frankreichs.[4]